# Meg Steedle
Meg Steedle é uma atriz americana, conhecida por seus papéis coadjuvantes em Boardwalk Empire, Mr. Mercedes e The Mysteries of Laura.

## Carreira
Steedle teve um papel coadjuvante importante na terceira temporada da série da HBO, Boardwalk Empire, interpretando Billie Kent. Ela trabalhou extensivamente no teatro, antes de aparecer na série, em produções incluindo Barefoot in the Park e The Heir Apparent.
Steedle foi um personagem recorrente na primeira temporada de The Mysteries of Laura, da NBC, interpretando a detetive Francesca "Frankie" Pulaski.
Ela apareceu no videoclipe de "Nightlight" do Silversun Pickups no YouTube do LP Better Nature. Ela interpretou uma mãe com uma criança natimorta em American Horror Story: Coven, no episódio "Burn, Witch. Burn!".

## Filmografia

### Filme
| Ano  | Título                            | Papel       | Notas                  |
| ---- | --------------------------------- | ----------- | ---------------------- |
| 2008 | Slit and Commit                   | Lydia       | Curta-metragem         |
| 2011 | What's Life Got to Do with It?    | Brenda      | Curta-metragem         |
| 2018 | Gone Are the Days                 | Heidi       |                        |
| 2018 | The Lightkeeper                   | Sunny       | Curta-metragem         |
| 2021 | Writing Around the Christmas Tree | Olive Olsen | Filme para a televisão |

### Televisão
| Ano     | Título                                | Papel                       | Notas                                 |
| ------- | ------------------------------------- | --------------------------- | ------------------------------------- |
| 2011    | Body of Proof                         | Heather Clayton             | "Buried Secrets"                      |
| 2012    | Boardwalk Empire                      | Lillian 'Billie' Kent       | Papel recorrente (temporada 3)        |
| 2013    | Don't Trust the B---- in Apartment 23 | Emily                       | "The Seven Year B----"                |
| 2013    | American Horror Story                 | Stillborn Mother            | "Burn, Witch. Burn!"                  |
| 2013    | Horizon                               | Ellen                       | Filme para a televisão                |
| 2014    | NCIS                                  | Amanda Kendall              | "The Admiral's Daughter"              |
| 2014    | Perception                            | Bonnie Mullane              | "Painless"                            |
| 2014    | Grey's Anatomy                        | Melissa                     | "Don't Let's Start"                   |
| 2014    | Salvation                             | Lily Knox                   | Filme para a televisão                |
| 2015    | Mom                                   | Shelly                      | "Benito Poppins and a Warm Pumpkin"   |
| 2015    | The Mysteries of Laura                | Francesca 'Frankie' Pulaski | Papel principal (temporada 1)         |
| 2015    | NCIS: New Orleans                     | Cheryl Evans                | "Foreign Affairs"                     |
| 2016    | Nashville                             | Sienna                      | "If I Could Do It All Again"          |
| 2016–17 | Code Black                            | Dr. Kelly Pruitt            | "Exodus", "The Devil's Workshop"      |
| 2017    | I'm Dying Up Here                     | Sabrina                     | "The Unbelievable Power of Believing" |
| 2018    | Staties                               | Reese Yeldon                | Filme para a televisão                |
| 2019    | Mr. Mercedes                          | Danielle Sweeney            | 3 episódios                           |
| 2019    | The Magicians                         | Ismenie the Naiad           | "The 4-1-1"                           |
| 2021    | Jupiter's Legacy                      | Jane                        | Papel recorrente (temporada 1)        |